# Grace Chang
Grace Chang (en chinois 葛蘭, Gé Lán) est une actrice et chanteuse hongkongaise considérée comme une icône féminine de la fin des années 50 et du début des années 60, célèbre pour ses talents au chant et à la danse.
Née Zhang Yu-yin à Nankin en 1933, mais ayant grandi à Shanghai, elle émigre à Hong Kong en 1949, à la suite de la conquête de Shanghai par les communistes.
En 1952 elle rejoint une école de formation pour acteurs organisée par les studios de Bu Wancang, où elle apprend le chant et la danse, et tourne son premier film (Seven Sisters, 1953) avec ce dernier.
En 1955 elle signe un contrat avec la compagnie qui deviendra ensuite la MP&GI. Son premier grand succès est le film Mambo Girl (1957). Elle s’illustre dans les comédies musicales de la MP&GI.
En 1959 elle est la première personnalité hongkongaise à apparaître à la télévision américaine dans le cadre de la promotion de son album sorti aux États-Unis,.
En 1961, elle épouse à Londres Ko Fook Chuen (高福全, Gao Fuquan), homme d’affaires de Hong Kong, fils de Ko Ho Neng (高可寧, Gao Kening), un des dirigeants du monopole des jeux à Macao de 1937 à 1955.
En 1963 ou 1964, elle met fin à sa carrière cinématographique après son mariage, mais continue à donner des concerts.

## Filmographie
Sauf indication contraire, les informations mentionnées dans cette section peuvent être confirmées par la base de données cinématographiques IMDb,  présente dans la section « Liens externes ».

### Actrice
- 1953 : Seven Sisters
- 1955 : Le Rendez-vous de Hong Kong : une prostituée travaillant sur un bateau
- 1957 : De la Gnôle, des nibards et du pognon (Booze, Boobs and Bucks) : Lan Ying
- 1957 : Mambo Girl
- 1959 : Our Dream Car
- 1959 : Air Hostess : Lin Ke-Ping, une jeune fille accorte et mélomane souhaitant entamer une carrière dans le domaine de l'accueil du public aéroporté
- 1960 : The Wild, Wild Rose : Deng Zi-jia dite « La Rose sauvage », une chanteuse aux mœurs légères
- 1964 : Ti xiao yin yuan xia ji

### Bandes originales réutilisant ses chansons
- 1998 : The Hole de Tsai Ming-liang - chansons Da pen ti, Yan zhi hu, Wo yao ni de ai, Wo ai ka li su et Bu guan ni shi shei
- 2005 : La Saveur de la pastèque de Tsai Ming-liang - chanson Tong qing xin
- 2018 : Crazy Rich Asians de Jon Chu - chansons Chun Feng Chui Kai Wo De Xin (Spring Breeze Opens My Heart), Wo Yao Ni De Ai (I Want Your Love - I Want You to Be My Baby), Wo Yao Fei Shang Qing Tian et Wo Ai Qia Qia